# آندری ایوان
آندری ایوان (انگلیسی: Andrei Ivan؛ زادهٔ ۴ ژانویهٔ ۱۹۹۷) یک بازیکن فوتبال اهل رومانی است که در پست مهاجم برای باشگاه فوتبال یونیورسیتاتا کرایووا در لیگ برتر فوتبال رومانی بازی می‌کند.
وی همچنین در تیم ملی فوتبال رومانی بازی کرده است. وی نخستین بازی ملی خود برای تیم ملی بزرگسالان رومانی را در ۱۷ نوامبر ۲۰۱۵ در بازی دوستانه مقابل ایتالیا انجام داد.